# Barbara Bleisch
Barbara Bleisch (* 19. Mai 1973 in Basel) ist eine Schweizer Philosophin, Moderatorin, Autorin, Herausgeberin und freie Journalistin.

## Leben und Wirken
Barbara Bleisch studierte von 1994 bis 2001 Philosophie, Germanistik und Religionswissenschaften an den Universitäten Zürich, Basel und Tübingen. 2007 wurde sie am Ethik-Zentrum der Universität Zürich in Philosophie zum Thema Pflichten auf Distanz. Weltarmut und individuelle Verantwortung promoviert. Von 2002 bis 2012 arbeitete Bleisch als wissenschaftliche Mitarbeiterin am Ethik-Zentrum der Universität Zürich, unter anderem war sie von 2005 bis 2009 Studien- und Geschäftsleiterin der Nachdiplomstudiengänge Advanced Studies in Applied Ethics (ASAE), in denen sie heute noch als Dozentin tätig ist.
Von 2012 bis 2015 war Bleisch wissenschaftliche Mitarbeiterin an der Universität Bern im vom Schweizerischen Nationalfonds geförderten Projekt Gründe der Parteilichkeit – Zur Ethik der Familienbeziehungen. 2014 war sie Senior Research Fellow an der Queen’s University Belfast. Von 2017 bis 2019 war Bleisch akademischer Gast am Collegium Helveticum der Universität Zürich, der ETH Zürich und der Zürcher Hochschule der Künste. Seit 2020 war Bleisch wiederum wissenschaftliche Mitarbeiterin am Ethik-Zentrum der Universität Zürich. Seit 2005 ist sie Dozentin in den Advanced Studies in Applied Ethics (ASAE) an der Universität Zürich und im Studiengang «Philosophie und Management» an der Universität Luzern.
In ihrem Buch zur Beziehung zwischen Eltern und erwachsenen Kindern, erschienen unter dem Titel «Warum wir unseren Eltern nichts schulden» (2018, Hanser), setzt sie dem «transaktionalen Modell» der auf Schuld und Dankbarkeit basierenden Verpflichtung der Kinder gegenüber den Eltern ein «relationales Modell» entgegen. Kinder haben zu ihren Eltern, wie auch umgekehrt, eine besondere Beziehung des besonderen wechselseitigen Wissens, des Vertrauens und des emotionalen Ausgeliefertseins. Daraus entwickelt sich auch eine besondere gegenseitige Verantwortung. Diese ist aber, im Gegensatz zum transaktionalen Modell, gegenseitig – auch Eltern haben eine lebenslange Verantwortung für ihre Kinder.
Gemeinsam mit der Rechtsprofessorin Andrea Büchler hat Bleisch 2020 das Buch Kinder wollen. Über Autonomie und Verantwortung veröffentlicht. Darin versuchen sie, eine Neubestimmung der «reproduktiven Autonomie» vorzulegen vor dem Hintergrund des technologischen Wandels, und diskutieren Themen wie Eizellspende, Leihmutterschaft, Schwangerschaftsabbruch und die Selektion von Embryonen.
2024 erschien «Mitte des Lebens. Eine Philosophie der besten Jahre» ebenfalls im Hanser-Verlag in München. Das Buch setzt dem Klischee der «midlife crisis» das Bild einer Lebensphase entgegen, in der sich existenzielle Fragen mit neuer Dringlichkeit stellen, die zu beantworten in die freiesten Jahre eines erwachsenen Lebens führen können. Das Buch wurde zum Spiegel-Bestseller und hält sich seit seinem Erscheinen auf der Schweizer Bestenliste.

### Tätigkeiten
Neben ihrer wissenschaftlichen Arbeit moderiert Bleisch seit 2010 regelmässig die Diskussionssendung Sternstunde Philosophie bei Schweizer Radio und Fernsehen SRF 1. Im Mai 2025 erhielt sie mit dem Podcast «Sternstunde Philosophie: Zimmer 42» überdies ein eigenes Format, in dem Lebensfragen leicht zugänglich, aber mit philosophischem Tiefgang besprochen werden sollen. Als Journalistin arbeitete sie für die NZZ. Im Jahr 2004 arbeitete sie als Journalistin für SolidarMed in Lesotho und machte ein Praktikum bei der UNO in New York. Von 2013 bis 2019 war sie Kolumnistin beim Philosophie Magazin in Berlin. Von 2018 bis 2023 war sie Kolumnistin beim Tages-Anzeiger/Der Bund. Für ihre journalistische Arbeit wurde sie 2017 und 2018 jeweils mit dem zweiten Platz in der Kategorie «Kultur» im Ranking «Journalisten des Jahres» der Zeitschrift Schweizer Journalist ausgezeichnet. 2020 wurde Bleisch in der Kategorie «Gesellschaft» als Journalistin des Jahres geehrt.
2024 gewann sie gemeinsam mit Yves Bossart den «Prophil-Preis» der Deutschen Gesellschaft für Philosophie (DGphil), der herausragende Verdienste um die Förderung der Philosophie würdigt. Bleisch gehörte von 2015 bis 2022 der Jury des «Tractatus-Preises für philosophische Essayistik» an. Von 2019 bis 2023 moderierte Bleisch das «Café Philo» im Literaturhaus Hamburg im Turnus mit Wolfram Eilenberger. Seit 2021 verantwortet Bleisch eine eigene Gesprächsreihe in der Dampfzentrale Bern mit dem Titel «Barbara Bleisch trifft».
Seit 2024 bildet sie mit Konrad Paul Liessmann die Intendanz des Philosophicum Lech.

### Mitgliedschaften und Privatleben
Bleisch war Mitglied der International Development Ethics Association (IDEA) sowie Vorstandsmitglied der entwicklungspolitischen NGO Erklärung von Bern. Sie war Mitglied der GAP (Gesellschaft für analytische Philosophie) und der SWIP (Society for Women in Philosophy).
Bleisch hat zwei Töchter und lebt mit ihrer Familie in Zürich.

## Schriften (Auszug)
- Mitte des Lebens. Eine Philosophie der besten Jahre. Hanser, München 2024, ISBN 978-3-446-27968-1.
- mit Markus Huppenbauer und Christoph Baumberger: Ethische Entscheidungsfindung: Ein Handbuch für die Praxis. Versus, Zürich 2021, ISBN 978-3-03909-309-0.
- mit Andrea Büchler: Kinder wollen. Über Autonomie und Verantwortung. Hanser, München 2020, ISBN 978-3-446-26575-2.
- Warum wir unseren Eltern nichts schulden. Hanser, München 2018, ISBN 978-3-446-25831-0.
- Familiäre Pflichten. Suhrkamp, Berlin 2015 (zusammen mit Monika Betzler), ISBN 978-3-518-29720-9.
- mit Christoph Ammann und Anna Goppel: Müssen Ethiker moralisch sein? Essays über Philosophie und Lebensführung. Campus, Frankfurt am Main 2011, ISBN 978-3-593-39613-2.
- Pflichten auf Distanz: Weltarmut und individuelle Verantwortung. De Gruyter, Berlin 2010, ISBN 978-3-11-022825-0 (Dissertation, Universität Zürich, 2007).
- mit Peter Schaber: Weltarmut und Ethik. Mentis, Paderborn 2007, ISBN 978-3-89785-312-6.
- mit Ursula Renz: Zu wenig. Dimensionen der Armut. Seismo, Zürich 2007, ISBN 978-3-03777-050-4.
- mit Jean-Daniel Strub: Pazifismus: Ideengeschichte, Theorie und Praxis. Haupt, Bern 2006, ISBN 3-258-06947-6.